# Thao Suranari

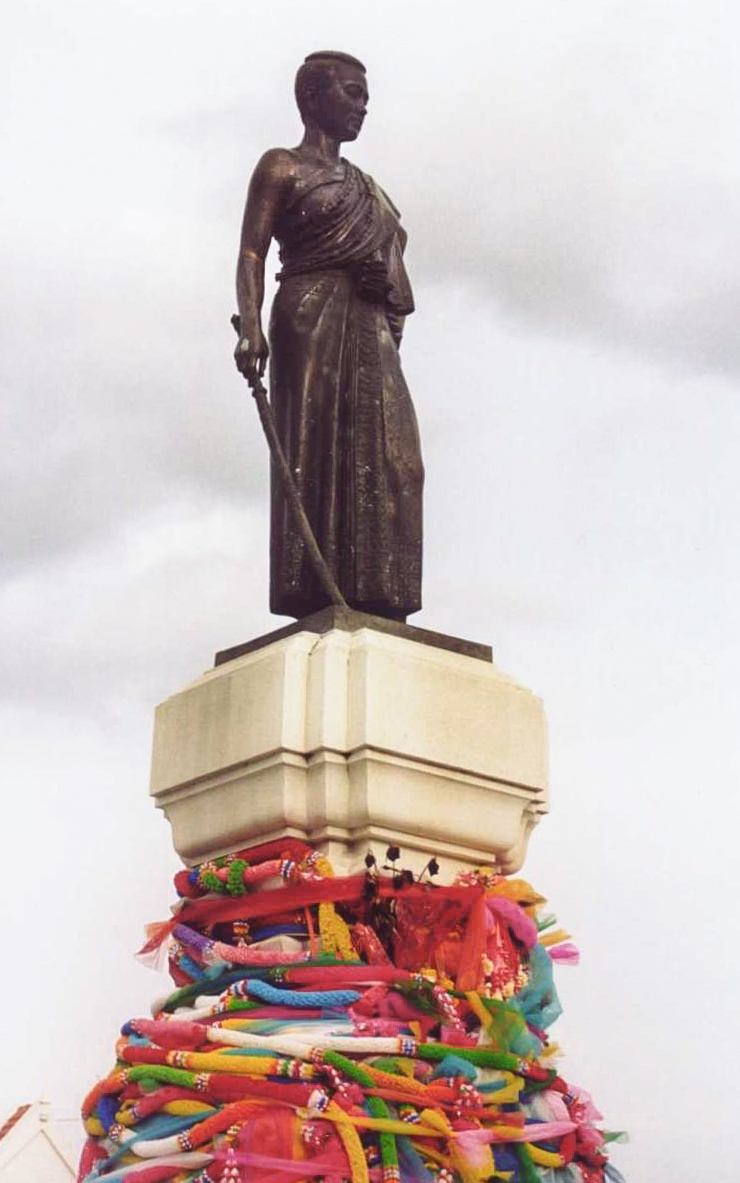
Standbeeld van Thao Suranari in Nakhon Ratchasima. Onder het standbeeld liggen gekleurde slingers, die mensen ter verering en voor het vragen van geluk bij haar neerleggen

Thao Suranari (1772 - 1852), is de heldin van de stad Nakhon Ratchasima. Zij was vrouw van de regeringsraadsman. In 1826 verzamelde ze een leger onder de lokale bevolking om een Thais leger te helpen de invasie van de koning van Vientiane, Anouvong terug te slaan. Koning Rama III gaf haar hiervoor de titel Thao Suranari (dappere vrouw) als erkenning van haar moed.
Sindsdien worden standbeelden van Thao Suranari aanbeden om te vragen om haar hulp. Onder andere de vader van Udomporn Polsak heeft dit gedaan.